# Un día (One Day)
«Un Día (One Day)» (estilizado en mayúsculas) es una canción del cantante colombiano J Balvin, la cantautora albano-británica Dua Lipa, el cantante puertorriqueño Bad Bunny y el DJ puertorriqueño Tainy. Fue lanzada como sencillo a través de Universal Music Latino el 23 de julio de 2020. Lanzado como sencillo principal del álbum de J Balvin, José (2021), también apareció en la reedición del segundo álbum de Lipa, Future Nostalgia: The Moonlight Edition (2021).

## Antecedentes y lanzamiento
En mayo de 2020, se filtró en Internet un corto de 9 segundos de una canción titulada «One Day» interpretada por Lipa, Balvin y Bunny. El audio contenía un sonido de reguetón e incluía voces de Lipa. Luego surgieron rumores sobre el estreno de la canción en junio de ese año. Tiempo después en junio, Balvin, Lipa, Bunny y Tainy registraron una canción titulada «Plateado» en la American Society of Composers, Authors and Publishers (ASCAP). El 21 de julio de 2020, los cantantes anunciaron su colaboración bajo el título «Un día (One Day)», a estrenarse el 23 de julio. En una entrevista con Vice publicada el 24 de julio, Balvin y Tainy dijeron que la canción se había grabado en 2019 —solo con la voz de Balvin y Bad Bunny— e iba a formar parte del álbum Oasis, pero quedó fuera del proyecto porque tenía un sonido «diferente» al del disco y decidieron hacerla una colaboración con Lipa.

## Música y letras
«Un día (One Day)» es una canción de géneros house, pop y reguetón, con melodías dream pop y elementos de dancehall. Líricamente, la canción tiene temas de nostalgia y anhelo de emociones.

## Video musical
El video musical de «Un día (One Day)» está dirigido por Stillz, producido por Neon16, y protagonizado por Úrsula Corberó.

## Personal
Créditos adaptados de Tidal.
- J Balvin – producción, producción ejecutiva, composición, voz
- Dua Lipa – composición, voz
- Bad Bunny – composición, voz
- Tainy – producción, composición, grabación, personal de estudio
- Alejandro Borrero – composición
- Clarence Coffee Jr. – composición
- Jairo Bascope – composición
- Daystar Peterson – composición
- Ivanni Rodriguez – composición
- Angelo Carretta – masterización, mezcla, personal de estudio
- Colin Leonard – masterización, personal de estudio
- Josh Gudwin – mezcla, personal de estudio

## Posicionamiento en listas
| Lista (2020)                                | Mejor posición |
| ------------------------------------------- | -------------- |
| Argentina (Argentina Hot 100)               | 49             |
| Canadá (Canadian Hot 100)                   | 70             |
| Bélgica (Valonia) (Ultratip Bubbling Under) | 38             |
| Bélgica (Flandes) (Ultratip Bubbling Under) | 48             |
| Colombia (National Report)                  | 6              |
| España (Top 100 Canciones Semanal)          | 6              |
| Estados Unidos (Billboard Hot 100)          | 63             |
| Estados Unidos (Hot Latin Songs)            | 1              |
| Estados Unidos (Rhythmic)                   | 28             |
| Estados Unidos (Rolling Stone Top 100)      | 42             |
| Francia (SNEP)                              | 144            |
| Guatemala Top 20 (Monitor Latino)           | 12             |
| Hungría (Single Top 40)                     | 36             |
| Irlanda (IRMA)                              | 56             |
| Italia (FIMI)                               | 33             |
| México Pop Español Airplay (Billboard)      | 3              |
| Nueva Zelanda Hot Singles (RMNZ)            | 20             |
| Países Bajos (Mega Single Top 100)          | 82             |
| Reino Unido (UK Singles Chart)              | 72             |
| Suiza (Schweizer Hitparade)                 | 43             |

## Historia de lanzamiento
| Región         | Fecha               | Formato                     | Discográfica              | Ref.   |
| -------------- | ------------------- | --------------------------- | ------------------------- | ------ |
| Varios         | 23 de julio de 2020 | Descarga digital, streaming | Universal Music Group     | [ 39 ] |
| Australia      | 24 de julio de 2020 | Contemporary hit radio      | Universal Music Australia | [ 40 ] |
| Estados Unidos | 4 de agosto de 2020 | Rhythmic contemporary radio | Republic Records          | [ 41 ] |

## Certificaciones
| Región                | Certificación           | Unidades | Ref.   |
| --------------------- | ----------------------- | -------- | ------ |
| Estados Unidos (RIAA) | 15x Platino (Latino)    | 900 000  | [ 42 ] |
| España (PROMUSICAE)   | 3x Platino              | 120 000  | [ 43 ] |
| México (AMPROFON)     | Diamante+4x Platino+Oro | 570 000  | [ 44 ] |

## Premios y nominaciones
| Año  | Premiación             | Categoría                                | Resultado | Ref.   |
| ---- | ---------------------- | ---------------------------------------- | --------- | ------ |
| 2020 | People's Choice Awards | El Vídeo Musical del 2020                | Nominado  | [ 45 ] |
| 2021 | Premio Lo Nuestro      | Colaboración 'Crossover' del Año         | Ganador   | [ 46 ] |
| 2021 | Grammy Awards          | Mejor Interpretación de Pop de Dúo/Grupo | Nominado  | [ 47 ] |
| 2021 | MTV Video Music Awards | Mejor Vídeo Latino                       | Nominado  | [ 48 ] |
| 2021 | Premios Juventud       | Colaboración OMG                         | Nominado  | [ 49 ] |
| 2021 | Premios Juventud       | Video Con El Mensaje Más Poderoso        | Ganador   | [ 49 ] |